# アドレナライズ
アドレナライズ (Adrenalize)はデフ・レパードの5枚目のスタジオ・アルバムである。1992年3月31日にリリースされた。このアルバムは、バンドのリズムギタリストであったスティーヴ・クラークの死後初めてリリースされた作品でもある。プロデュースはマイク・シプリーとデフ・レパード。エグゼクティブプロデューサーはロバート・ジョン・マット・ラング(Robert John "Mutt" Lange)。

## 解説
『ヒステリア』のワールドツアーも終了した1988年10月、デフ・レパードはメディアに「次のアルバムはリリースまでに4年もかけない」と宣言し、数週間後には作業に取り掛かった。しかしながら、リズムギター担当であったスティーヴ・クラークのアルコール依存は悪化の一途を辿るばかりであった。ツアー時はステージ上の活動により飲酒を抑えられていたが、オフステージ時の彼の健康状態はスタジオでの作業に支障をきたすようになっていた。その上、前作までのプロデューサーであった”マット・ラング”はカナダのロックシンガー、ブライアン・アダムスの作品、『ウェイキング・アップ・ザ・ネイバーズ』のプロデュースを担当していたため、デフ・レパードのアルバム制作に関わることができなくなっていた。
このためバンドは新作をセルフプロデュースすることに決めたが、クラークのアルコール問題が作業の進捗を遅らせていた。1989年の暮れには、クラークがミネソタ州のミネアポリス市内で意識を失っているところを発見された。彼は直ちにリハビリ施設に送られ、メンバーは彼のアルコール中毒を断ち切るために看病を始めた。絶望の中、彼らの友人であるマルヴィン・モーティマーに働きかけクラークの行動を24時間監視するよう依頼することとなる。
それでも改善の兆候が表れなかったため、メンバーはクラークに6ヶ月の休暇を与えた。メンバーたちはこの休暇によってクラークがあらゆる苦労から解放されるよう望みつつも、彼のためにそれ以上何も出来ないという事実を半ば受け入れていた。
1991年1月8日にはロンドンの自宅でクラークが死亡しているのがガールフレンドにより発見された。調べに因ると、鎮痛剤、抗うつ薬、アルコールの同時摂取から脳幹が麻痺し、呼吸困難となったためであった。
バンドの存続が危ぶまれた中、遺されたメンバーは作業を一からやり直すよう決心し、以前“マット”ラングのエンジニアであったマイク・シプリーを共同制作者として抜擢した。
クラークの後任者探しにはアルバム完成後まで時間を要したが、レコーディング作業は順調に進んだ。そしてついに、1992年3月31日、『アドレナライズ』は全世界にリリースされた。作品に関して好意的なレビューもあった反面、「陳腐だ」、「『ヒステリア』に似すぎている」というレビューもあった。
1992年は、グランジやオルタナティヴ・ロックがロック音楽の主流となり、「ヘアメタル」と称された多くのハードロック・ヘヴィメタルバンドが興業面で苦戦を強いられる時代であったが、『アドレナライズ』は大きな成功を収めた。イギリス、アメリカの週間チャートで初登場1位となり、現在までに全世界で700万枚を売り上げている。26ヶ国でチャート1位を獲得するという前作『ヒステリア』以上の成功を収め（総売上枚数では『ヒステリア』が上。）、クラークへの追悼盤として捧げられた。
1992年4月には、長い間、ヴォーカルのジョー・エリオットと親交があった元ディオ、ホワイトスネイクのギタリスト、ヴィヴィアン・キャンベルを新任ギタリストとして迎えた。彼は『アドレナライズ』のレコーディングではプレイしていないが「レッツ・ゲット・ロック」を除くすべてのプロモーションビデオに出演している。
2009年6月8日にはデジタルリマスター仕様のデラックス・エディションが発売され、B面曲もボーナスとして収録されている。

## 収録曲
日本盤（1992年発売）は2曲のボーナストラックが収録されている。
| #   | タイトル                                                       | 作詞・作曲                                                      | 時間 |
| --- | -------------------------------------------------------------- | --------------------------------------------------------------- | ---- |
| 1.  | 「レッツ・ゲット・ロックド Let's Get Rocked」                  | Phil Collen, Joe Elliott, Robert John "Mutt" Lange, Rick Savage | 4:56 |
| 2.  | 「ヘヴン・イズ Heaven Is」                                     | Steve Clark, Collen, Elliott, Lange, Savage                     | 3:37 |
| 3.  | 「メイク・ラヴ・ライク・ア・マン Make Love Like a Man」        | Clark, Collen, Elliott, Lange                                   | 4:13 |
| 4.  | 「トゥナイト Tonight」                                         | Clark, Collen, Elliott, Lange, Savage                           | 4:03 |
| 5.  | 「ホワイト・ライトニング White Lightning」                     | Collen, Elliott, Lange, Savage                                  | 7:03 |
| 6.  | 「スタンド・アップ Stand Up (Kick Love Into Motion)」          | Clark, Collen, Elliott, Lange                                   | 4:31 |
| 7.  | 「パーソナル・プロパティ Personal Property」                   | Collen, Elliott, Lange, Savage                                  | 4:20 |
| 8.  | 「サムワン・ソー・バッド Have You Ever Needed Someone So Bad」 | Collen, Elliott, Lange                                          | 5:25 |
| 9.  | 「アイ・ウォナ・タッチ・ユー I Wanna Touch U」                 | Rick Allen, Clark, Collen, Elliott, Lange                       | 3:38 |
| 10. | 「ティア・イット・ダウン Tear It Down」                        | Clark, Collen, Elliott, Savage                                  | 3:38 |

| #   | タイトル                                                                           | 作詞    | 作曲・編曲 | 時間 |
| --- | ---------------------------------------------------------------------------------- | ------- | ---------- | ---- |
| 11. | 「ミス・ユー・イン・ア・ハートビート - Miss You In A Heartbeat」(electric version) | Collen  | Collen     | 5:06 |
| 12. | 「シーズ・トゥー・タフ - She’s Too Tough」                                         | Elliott | Elliott    | 3:39 |

### デラックス・エディション (ボーナスディスク)
| #  | タイトル                         | 作詞・作曲                                 | 時間 |
| -- | -------------------------------- | ------------------------------------------ | ---- |
| 1. | 「Hysteria (Live)」              | Clark, Collen, Elliott, Lange, Savage      | 7:17 |
| 2. | 「Photograph (Live)」            | Clark, Elliott, Lange, Savage, Pete Willis | 4:44 |
| 3. | 「Pour Some Sugar On Me (Live)」 | Clark, Collen, Elliott, Lange, Savage      | 5:09 |
| 4. | 「Let's Get Rocked (Live)」      | Collen, Elliott, Lange, Savage             | 5:46 |

| #   | タイトル                                                         | 作詞・作曲                            | 時間 |
| --- | ---------------------------------------------------------------- | ------------------------------------- | ---- |
| 5.  | 「You Can't Always Get What You Want」                           | Mick Jagger, Keith Richards           | 7:43 |
| 6.  | 「Little Wing (with Hothouse Flowers)」                          | Jimi Hendrix                          | 3:40 |
| 7.  | 「Tonight (Version 2 - Demo Version)」                           | Clark, Collen, Elliott, Lange, Savage | 4:24 |
| 8.  | 「Now I'm Here (Live at Wembley Stadium - featuring Brian May)」 | Brian May                             | 6:03 |
| 9.  | 「Two Steps Behind (Acoustic)」                                  | Elliott                               | 4:11 |
| 10. | 「Tonight (Acoustic - Sun Studios 1993)」                        | Clark, Collen, Elliott, Lange, Savage | 4:16 |
| 11. | 「Too Late For Love (Live at Denver 1988)」                      | Clark, Elliott, Lange, Savage, Willis | 6:04 |
| 12. | 「Women (Live at Denver 1988)」                                  | Clark, Collen, Elliott, Lange, Savage | 6:34 |

## 参加ミュージシャン
- ジョー・エリオット - ボーカル
- フィル・コリン-ギター
- リック・サヴェージ - ベース、アコースティックギター（4曲目「トゥナイト」にて）
- リック・アレン-ドラム

## チャート順位
- 全米1位、全英1位、全豪1位